# Ödön Edmund Zichy

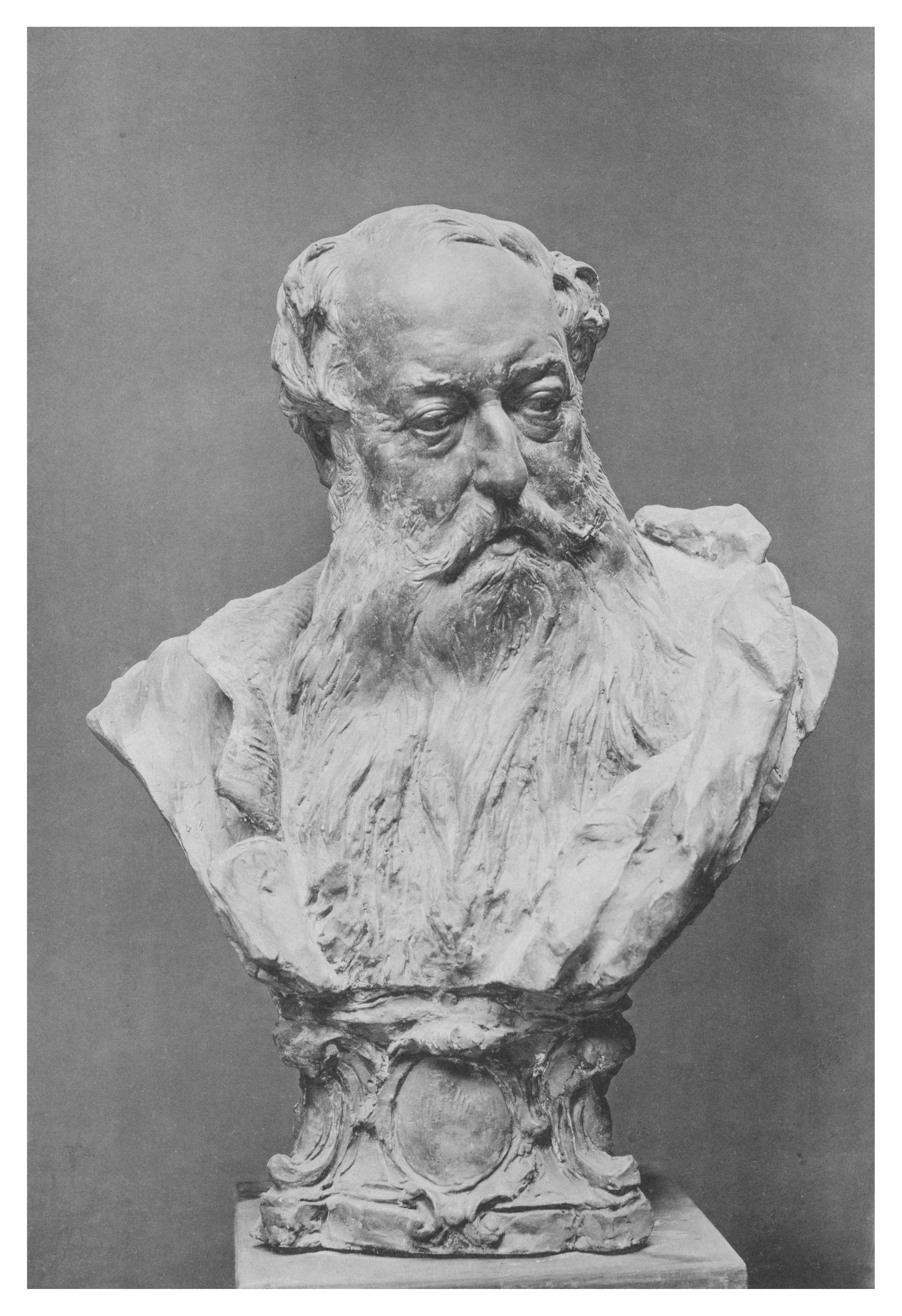
Buste d'Ödön Edmund Zichy par Victor Tilgner

Ödön Edmund Zichy (Vienne, 19 juillet 1811 - id., 27 janvier 1894) est un collectionneur d'art, mécène, écrivain et homme politique hongrois.

## Biographie
Membre de la famille Zichy, un des fondateurs du Museum für angewandte Kunst Wien (Musée autrichien des arts appliqués), Ödön Edmund Zichy est resté célèbre pour être le deuxième financier, après Johann Nepomuk Wilczek, de l'Expédition austro-hongroise au pôle Nord (1872-1874) et pour ses collections d'art.
Son fils, Jenő Zichy (en) (1837-1906) fut également écrivain.

## Écrits
- Les chasses et le sport en Hongrie (avec les comtes E. Andrássy, Mor. Sándor et Béla Festetich), 1858
- Ein Wort über das projectirte Esseker Bahn-Netz, 1865
- Egy szó az erdélyi vasútról, 1866
- Welche Bahnen Braucht Siebenbürgen ?, 1866
- Die Länder des Ostens auf der Pariser Ausstellung, 1878
- Vorwort zur heraldischen Ausstellung, 1878

## Hommage
La Terre de Zichy dans l'archipel François-Joseph a été nommée en son honneur.